# أحمد جلول
أحمد جلول ( من مواليد 23 يناير 1992) هو لاعب كرة قدم لبناني محترف، يلعب كلاعب وسط لنادي النجمة اللبناني.

## التكريمات والإنجازات
جوائز
- فريق دوري كرة القدم اللبناني للموسم: 2015–16 [2]

## روابط خارجية
- أحمد جلول على موقع ناشيونال فوتبول تيمز (الإنجليزية)
- أحمد جلول على موقع Soccerway.com (الإنجليزية)
- أحمد جلول على موقع كووورة
- اللاعب أحمد جلول على موقع كووورة.
- أحمد جلول على فرق كرة القدم الوطنية.كوم
- أحمد جلول في LebanonFG